# Gol Transportes Aéreos-vlucht 1907

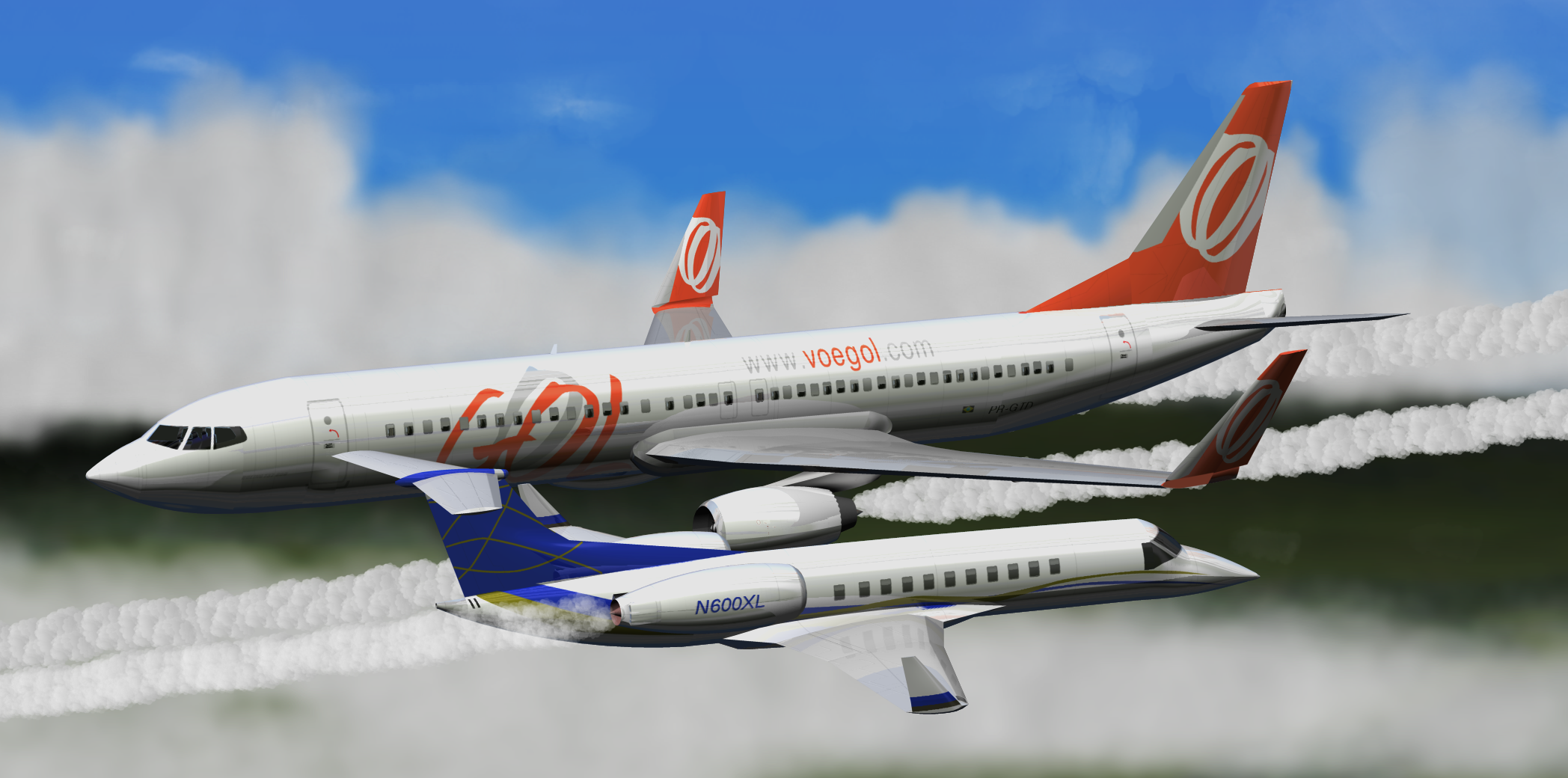
Computeranimatie van de botsing

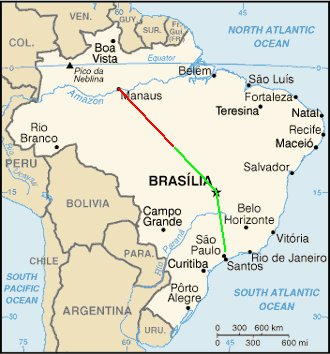
Route van de vliegtuigen (groen=Boeing, rood=Embraer)

Gol Transportes Aéros vlucht 1907 was een Boeing 737-800, met registratienaam PR-GTD, die vloog van Manaus in Brazilië naar Rio de Janeiro, met een geplande stop in Brasilia op 29 september 2006. Het toestel verongelukte echter halverwege deze vlucht in het regenwoud, er waren geen overlevenden. Een tweede betrokken vliegtuig, een Embraer Legacy 600 van maatschappij ExcelAire wist veilig te landen.

## Gebeurtenissen
Het vliegtuig vloog over het Amazoneregenwoud, toen het boven Mato Grosso van de radar verdween nadat het in botsing kwam met een ander vliegtuig. Het andere vliegtuig had lichte schade aan één vleugel, maar de Boeing stortte neer. De volgende dag werd duidelijk dat het vliegtuig was neergestort op een boerderij in het regenwoud, 200 kilometer ten oosten van het dorpje Peixoto de Azevedo. Er werden geen overlevenden gevonden. Met 154 doden was dit op dat moment het grootste vliegtuigongeluk in de geschiedenis van Brazilië.

### Botsing
De Boeing, die in zuidoostelijke richting vloog, kwam in botsing met een klein zakenvliegtuig, een Embraer Legacy 600, dat in noordwestelijke richting vloog. Op dat moment bevonden de vliegtuigen zich op ongeveer 11,2 kilometer hoogte (37.000 voet). Het zakenvliegtuig vertrok van het vliegveld São José dos Campos, in de buurt van São Paulo, en had Manaus als eindbestemming. Er waren twee bemanningsleden aan boord, waarvan minstens één een Amerikaan was. Onder de vijf passagiers bevond zich Joe Sharkey, een columnist van de New York Times.
De vliegtuigen naderden elkaar in tegenovergestelde richting, waardoor het zo snel ging dat ze elkaar niet hebben kunnen zien aankomen. De winglet van de Embraer sneed door de linkervleugel van de Boeing heen, waardoor de Boeing een groot deel van de vleugel verloor. Het vliegtuig werd onbestuurbaar en door de grote krachten waaraan het werd blootgesteld brak het vliegtuig al uiteen voor het de grond raakte. De Embraer verloor bij de botsing alleen de linkerwinglet en kampte met technische problemen. Bovendien kon het vliegtuig geen contact met de verkeersleiding krijgen. Uiteindelijk zag men met het blote oog een vliegveld, dat een militaire basis bleek te zijn. Aldaar werd geland, waarbij men niet wist of de baan vrij van obstakels was.

### Afloop
De Braziliaanse Luchtmacht zond 5 vliegtuigen en 3 helikopters naar de regio, waarvan er één een metaaldetector had. Ook was er een groep van 200 personen op weg naar het neergestorte vliegtuig, waaronder een aantal Kayapo-indianen. Volgens de Luchtmacht waren de coördinaten op de plaats van het ongeval 10°29′S 53°15′W. 
De Braziliaanse president Luiz Inácio Lula da Silva had drie dagen van nationale rouw afgekondigd. De zwarte dozen van het vliegtuig werden op 2 oktober 2006 gevonden, helaas ontbrak uit de cockpitvoicerecorder het deel waar het geheugen opgeslagen werd. Dit gedeelte werd later alsnog gevonden. 
De meeste lichamen konden worden geborgen. Deze lagen allemaal binnen een straal van één kilometer van het wrak.

## Oorzaken
Het ongeluk was grotendeels het gevolg van een aantal (onbewuste) menselijke fouten, gecombineerd met een technisch probleem.
Het zakenvliegtuig vloog in noordelijke richting op 37.000 voet hoogte. Deze hoogte was echter gereserveerd voor vliegverkeer in zuidelijke richting. Het vliegtuig zou eigenlijk 1000 voet hoger of lager moeten vliegen. De luchtverkeersleiding in Brasilia hield het zakenvliegtuig in de gaten. Op de gebruikte radar werd van elk vliegtuig de werkelijke hoogte weergegeven tegen de hoogte die het toestel eigenlijk moest aanhouden. De radar gaf aan dat het toestel op 37.000 voet hoogte zat terwijl 36.000 voet de norm was. De luchtverkeersleider die op dat moment achter de radar zat was echter nog niet zo goed bekend met de apparatuur en haalde de twee getallen door elkaar. Hij dacht dat het toestel op 36.000 voet hoogte zat en 37.000 voet de norm was. De piloten van het zakenvliegtuig hadden communicatieproblemen met de luchtverkeersleiding in Brasilia. Derhalve konden ze niet bevestigen dat ze in werkelijkheid op 37.000 voet hoogte zaten.
Een ander probleem was dat - om onduidelijke redenen - de transponder in de Embraer uitstond. De Boeing had zijn transponder wel aan staan, maar zonder de transponder van het zakenvliegtuig kon het TCAS-systeem in de Boeing de piloten niet waarschuwen voor een botsing met de naderende Embraer.

## Vliegtuig en personeel
De Boeing 737-800, het toestel dat verongelukte, was slechts enkele weken oud. Op 12 september 2006 werd het in gebruik genomen door de budgetluchtvaartmaatschappij Gol. Het heeft in totaal 234 uren gevlogen tot het fatale ongeluk.
Aan boord waren vrijwel zeker 148 passagiers en 6 personeelsleden.
De Embraer Legacy 600 had serienummer 00965 en was net voor het opstijgen door ExcelAire in gebruik genomen en kwam regelrecht uit de fabriek.